# Acropora rongelapensis
Acropora rongelapensis is een rifkoralensoort uit de familie van de Acroporidae. De wetenschappelijke naam van de soort is voor het eerst geldig gepubliceerd in 2004 door Richards & Wallace.